# Citroën C1
Citroën C1 je automobil kojeg proizvodi Citroën od 2005. Model je razvijen u suradnji s Peugeotom i Toyotom. To je gradski automobil s četiri putnika, prednjim motorom, pogonom na prednje kotače, hatchback s troja ili petoro vrata koji Citroën prodaje od lipnja 2005. koji je izvorno razvijen kao dio projekta B-Zero od strane PSA Peugeota. Citroën u zajedničkom ulaganju s Toyotom, s dvije proizvedene generacije.

## Povijest
Odluka o proizvodnji ovog modela donesena je 12. srpnja 2001. kada su predsjednici Toyote i PSA Peugeot Citroëna, Fujio Cho i Jean-Martin Folz odlučili proizvoditi mali automobil te zajedno podijeliti troškove razvoja i postići osnovnu cijenu od oko 8.500 eura. 
C1 je razvijen zajedno s dvije varijante projektirane s oznakom, Peugeotom 107, koji je uglavnom identičan C1 osim prednjeg branika i prednjih i stražnjih svjetala, te Toyote Aygo, koji je nešto drugačiji. 
Tri varijante proizvode se u pogonima TPCA joint venture (Toyota Peugeot Citroën Automobile) u gradu Kolínu, Češka Republika. Tri braće i sestara debitirali su na sajmu automobila u Ženevi 2005.
Posebno izdanje ovog automobila nosi ime Airplay.